# 라흐바르

이란의 국장

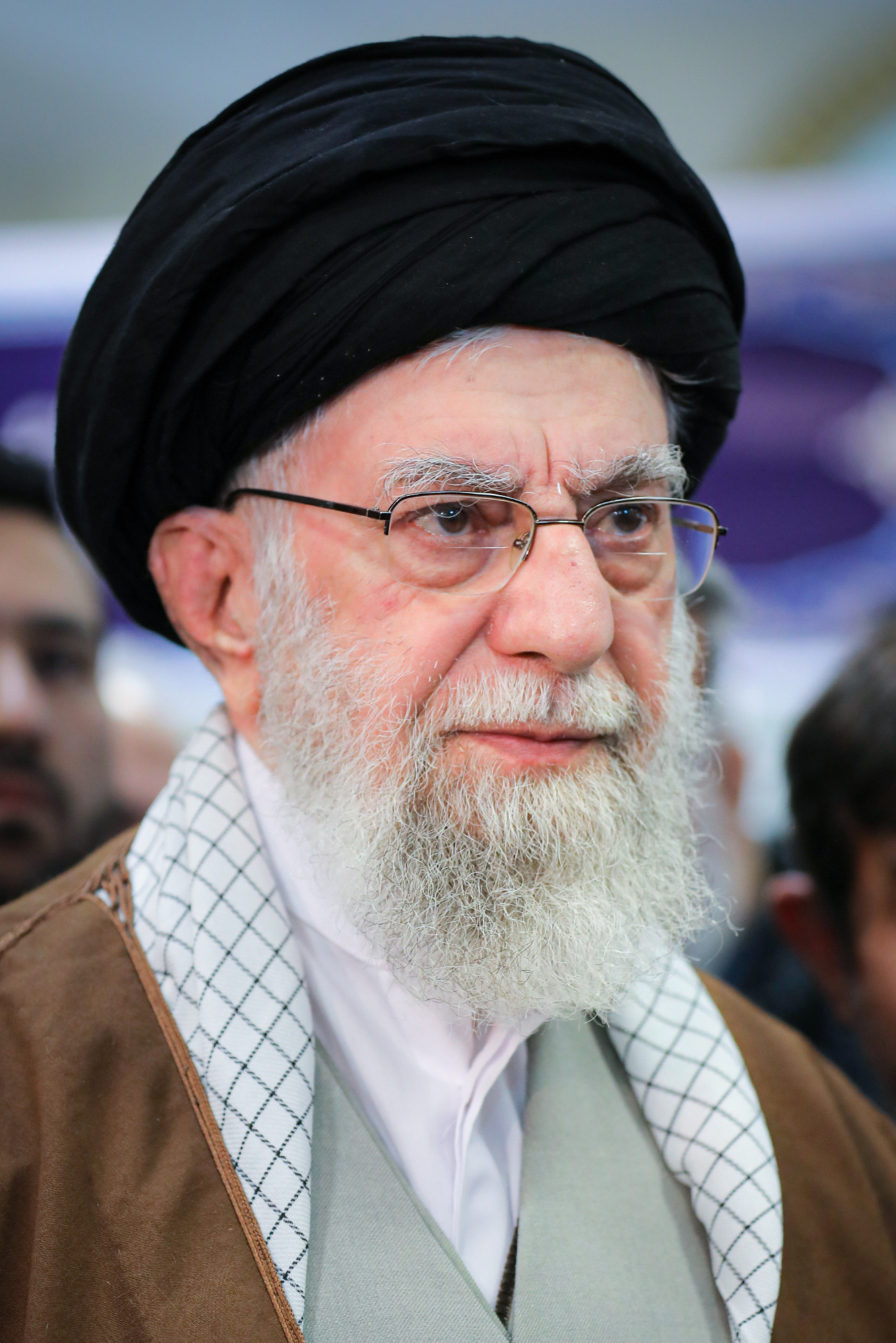
라흐바르 現 지도자 알리 하메네이

라흐바르(페르시아어: رهبر)는 이란의 국가원수이며 이란의 종교적 문제에 대해 최종 권위를 갖고 있다. "라흐바르"란 지도자라는 뜻이다. 종종 "최고 지도자"(最高指導者, 페르시아어: رهبر معظم 라흐바르에 모아잠), "이슬람 혁명 지도자"라고도 지칭되지만 헌법에는 그냥 "라흐바르"라고 되어 있다. 1979년 이란 혁명 이후에 신설되었다. 현재는 알리 하메네이가 직무를 수행 중이다.
군대, 사법부, 국영 TV, 다른 핵심 정부 기관은 최고 지도자에게 종속된다. 이란 혁명 수비대에서 최고 순위에 올라와 있으며 국정 전반에 걸친 최종 결정권을 갖고 있다. 또한 수호자 평의회 12명 가운데 6명 선출(나머지 6명은 의회가 선출한다.), 대법관장의 임명, 국군 최고 사령관, 혁명 수비대 최고 사령관 등 막강하고 광범위한 권한도 갖고 있다. 최고 지도자는 국방장관, 정보부장, 외교부장관, 과학 장관 등을 직접 선택하며 선거의 투명성에 대해 최종 결정을 내리고 각료 임명자를 해임하고 재임용한다.

## 역대 라흐바르 명단
| 대 | 사진 | 이름 (출생연도-사망연도)    | 재임기간        | 재임기간       | 기타        |
| -- | ---- | --------------------------- | --------------- | -------------- | ----------- |
| 1  |      | 루홀라 호메이니 (1902-1989) | 1979년 12월 3일 | 1989년 6월 3일 | 임기중 사망 |
| 2  |      | 알리 하메네이 (1939- )      | 1989년 6월 4일  | 현재           |             |